# Fusell (arma)
El fusell és una arma de foc portàtil de canó llarg i amb ànima estriada. Fou una evolució dels anteriors mosquets, essent una arma de foc llarga capaç de disparar projectils a un abast molt major que una pistola. Amb les seves diverses evolucions són les armes personals més utilitzades pels exèrcits des del segle xvii. Inicialment els fusells s'utilitzaven fixant-hi una baioneta per a la lluita cos a cos, però que aquesta ha quedat obsoleta i que actualment s'utilitza, sobretot, en actes de gala.
En llengua catalana fusell equival a l'espanyol fusil, al francès fusil, l'italià fucile, el portuguès espingarda (fuzil al Brasil) o l'anglès rifle (i, en part, musket).

## Desenvolupament del fusell

### Fusell de pedrenyal
També anomenat fusell d'espurna. Inicialment el fusell era una arma pesant i molt imprecisa, amb recàrrega de munició molt lenta, i el seu ús resultava gairebé impossible en condicions ambientals desfavorables.
El mecanisme de tir existent fins al primer terç del segle xix era la clau de pedrenyal, que consistia en un martell amb un fragment de pedrenyal al seu extrem que, en accionar el gallet de l'arma, colpejava una cassoleta d'acer, la qual cosa encenia una petita quantitat de pólvora col·locada en un orifici al final del canó que transmetia així la deflagració a la pólvora per a impulsar la bala a l'ànima (interior del canó). .

#### Deficiències naturals de la fabricació
Preparar un fusell per al tir era un procés lent i qualsevol petit error impedia el tret. Tan sols entre el 30% i 50% dels intents de tir provocaven un tret efectiu, i en condicions ideals un soldat molt entrenat podia disparar un màxim de tres vegades per minut.
A més, l'ànima del fusell (superfície interna del canó) era llisa, i la bala de plom esfèrica, la qual cosa en facilitava la deformació i desviació durant el tret (fenomen conegut com a inestabilitat de tret) i feia gairebé impossible encertar un enemic a més de cent metres. D'altra banda, la mala qualitat de la pólvora emprada convertia les bales perdudes en pràcticament innòcues a més de cinc-cents metres.

### Fusell de percussió i altres innovacions
Cap a 1830 es generalitzen els fusells que disparen amb el mecanisme de clau de percussió i es comencen a usar els fusells amb ratllat de l'ànima, però ja eren comunes les modificacions en la composició i forma de la bala a començaments del segle xix.
La clau de percussió és un sistema de tret que consisteix en un martell percussor que colpeja una xapa de coure ajustada sobre la boca d'un tub (anomenat xemeneia) comunicat amb la recambra (interior de la part posterior del canó del fusell). L'esquer es col·loca endins de la xapa de coure i la xemeneia, encara que també hi havia mecanismes de cinta de paper amb esquers encapsulats al seu interior que es desplacen sobre el tub. El martell-percussor fa explotar a l'esquer d'un cop, i s'allibera una flama per la xemeneia que causa la ignició de la càrrega de pólvora comprimida al canó i, doncs, el tret.
Aquest sistema de tir és molt més segur i eficaç que el del fusell de pedrenyal, fins i tot en condicions atmosfèriques adverses, i encara que no millora la cadència de tir ofereix la seguretat que el 90% dels intents de tir seran efectius. La càrrega de l'arma es continua efectuant per la boca del canó, de manera que el soldat ha de romandre dempeus, exposat al foc enemic, mentre carrega l'arma.

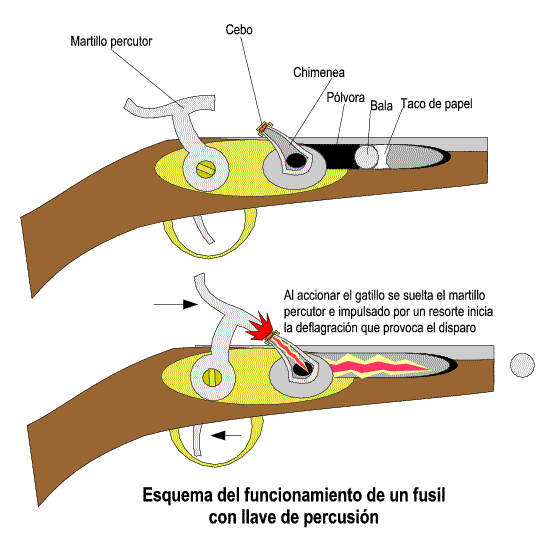
Funcionament d'un fusell amb clau de percussió

#### Primers materials addicionals en les bales
A començaments del segle xix, les bales de plom es comencen a endurir aliant-les amb antimoni o recobrint-les de coure per tal d'evitar que la bala es desviï de la trajectòria habitual a causa de les deformacions provocades durant el tret. També se'ls dona forma cilindro-cònica per tal d'afavorir la rotació de la bala en ser disparada d'un canó amb ànima ratllada.

#### Comença el ratllat de l'ànima
La primera menció sobre l'ús d'estries dins l'ànima dels canons es troba en un edicte del govern suís de 1563, que descriu unes armes tosques, de poca utilitat perquè empraven bales d'arma curta o de canó de l'època, i aquestes eren esfèriques. Això va fer rebutjable l'ús de les estries durant segles, i es va donar preferència a l'ús de canons llisos.
El ratllat (estriatge) de l'ànima consisteix a gravar una sèrie d'estries al llarg de l'ànima del canó, les quals que van girant en un determinat sentit fins a completar un gir de 360° al voltant de l'eix del canó a cada certa distància.
Les estries provoquen que la bala giri diverses vegades, i d'aquesta manera es manté estable la trajectòria durant l'avenç, en mantenir l'eix paral·lel amb la línia de vol. Com a conseqüència. augmenta l'abast i la punteria del fusell.

#### Primers fusells de llarg abast
L'obtenció de pólvores molt més potents i la incorporació d'elements de punteria i alces per a disparar a diferents distàncies permeten que un bon tirador assoleixi fàcilment un blanc enemic a més de 300 m de distància, i que la bala sigui letal a més d'1 km.

### Fusell de cartutx
La següent gran innovació és l'aparició del cartutx, que conté en un únic element la bala, la seva càrrega de projecció i el fulminant que inicia el tret, els quals fins llavors venien separats o embolicats parcialment al paper que s'emprava com a furga per a la càrrega. Els primers cartutxos apareixen sobre la dècada de 1840; solen ser d'embolicada de cartró o tela encerada i de vegades no inclouen el fulminant, que es col·loca de forma similar a les armes de percussió tradicionals esquinçant el cartutx per la part posterior en inserir-lo i tancar l'arma, com en la famosa Sharps, una mítica carrabina àmpliament utilitzada en la colonització de l'oest dels Estats Units. La càrrega de l'arma se simplifica i accelera al màxim amb l'ús del cartutx, encara que la majoria de les armes continuen sent d'un sol tret.

### Fusell de forrellat sense carregador
A Europa apareix cap a la meitat del segle xix el primer fusell de forrellat, anomenat d'aquesta manera pel mecanisme d'extracció de la bala i de muntatge seu per al tir: un cilindre metàl·lic amb un sortint lateral semblant al forrellat dels antics panys, que permetia obrir l'arma per la recambra per a col·locar-hi el cartutx, muntant-se alhora el conjunt de molla i percussor que colpejarien la part posterior del cartutx; i tancar-la després per a efectuar el tret. Les armes de cartutx es carreguen, així, per la part posterior del canó, és a dir, per la recambra. D'aquesta manera es pot carregar l'arma en qualsevol posició, la qual cosa permet al soldat posar-se a cobert durant el procés.
Durant la Guerra de Secessió dels Estats Units, i partint de diversos prototips preexistents, es desenvolupen gran quantitat de fusells i carrabines capaços de disparar diverses vegades mitjançant procediments mecànics accionats manualment, generalment palanques; aquests fusells amb sistema de palanca són el que en català es coneix pel terme anglosaxó de rifle. Apareix en aquesta guerra el fusell model Spencer. Els nous cartutxos són ja metàl·lics i impermeables, i se solen emmagatzemar en tubs intercanviables o fixos al cos de l'arma; neix així el primer carregador de forma tubular (tub al llarg i per sota del canó), com el del rifle Winchester de palanca o "Lever Action". Aquest rifle Winchester és emblemàtic en l'última part de la guerra i dona un gran avantatge a la cavalleria de la Unió: un soldat pot disparar dotze vegades per minut amb total seguretat davant els tres trets que pot fer un soldat d'infanteria armat amb fusell de percussió. En la postguerra s'acabarà de forjar la llegenda del Winchester 44.
Després de la Guerra Franco-prussiana de 1870-1871, tots els exèrcits del món canvien els fusells de percussió per diversos sistemes de cartutx, generalment monotret i amb sistemes de palanca o forrellat.

## Fusells contemporanis

### Fusell de forrellat amb carregador
En la dècada de 1890 apareixen els primers fusells de forrellat Arxivat 2018-05-18 a Wayback Machine. amb carregador intern en forma de caixa metàl·lica, amb un ressort de molla en la part inferior i que es carreguen col·locant els cartutxos en una cinta metàl·lica, obrint la recambra de l'arma i col·locant i empenyent el contingut de la cinta a l'interior del carregador. Els fusells de forrellat amb carregador fix més famosos són possiblement els alemanys Mauser 98, amb calibre 7,92 mm, 7,65 mm, etc.

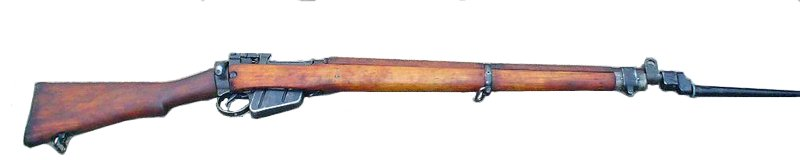
Lee-Enfield No.4 Mk.1, fusell de 1944, amb baioneta calada

En la mateixa època aparegueren també fusells de forrellat que empraven carregador extraïble; per exemple, el Lee-Enfield britànic.
El fusell de forrellat amb carregador (intern o extern) va ser l'arma personal més utilitzada per la infanteria en la primera meitat del segle xx, fins al final de la Segona Guerra Mundial i tot. Posteriorment el fusell d'assalt el substituí en l'ús comú, però encara es continua utilitzant en molta menor quantitat.
Per les seves característiques, s'usa en activitats que requereixin altíssima punteria en llarga distància amb el mínim nombre de bales com, per exemple, la cacera i els franctiradors.
Hi ha fusells de fabricació actual tant en calibres moderns com en calibres antics. La cadència de tir continua essent d'uns 10 a 12 trets per minut.

### Fusell semiautomàtic

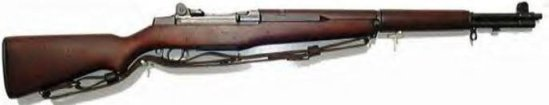
M1 Garand

El fusell semiautomàtic es distingeix d'altres tipus diferents perquè en accionar el gallet una sola vegada, dispara únicament una sola bala i col·loca automàticament a la recambra un altre cartutx, que serà disparat en prémer de nou el gallet. Són armes que disparen "tret a tret" i es recarreguen automàticament a cada tret, però no tenen capacitat per a emetre ràfegues, és a dir, no tenen "selector del tipus de tret". Aquestes armes, entre les quals es troba el fusell M1 Garand dels EUA, van ser les predecessores de les automàtiques. Genèricament es defineixen com a armes de forrellat mòbil; per això el nom tècnic d'aquest forrellat és "conjunt mòbil".
D'aquesta manera, i sobretot si usen carregadors extraïbles (no era el cas del Garand), de canvi molt més ràpid i senzill que els carregadors tubulars o els carregadors fixos dels fusells de forrellat manual, un soldat pot gairebé triplicar la quantitat de trets per minut respecte a un oponent armat amb un fusell primari de forrellat manual, independentment que el carregador sigui del tipus integrant (intern) o del removible (extraïble).
Existeixen dos tipus diferents d'armes de forrellat mòbil:
- Forrellat amb percussor fix. Tenen el percussor fix al forrellat o conjunt mòbil, de manera que el forrellat, en abatre's cap endavant per efecte del ressort recuperador, empeny un cartutx del carregador cap a la recambra del canó, i en tancar-se totalment percudeix al cartutx. Per efecte de l'empenta del cartutx enrere pels gasos, el cartutx empeny enrere el forrellat, el qual al seu camí fa l'expulsió del cartutx buit mitjançant el finestrell extractor i per l'acció de l'ungla extractora. En arribar enrere, el forrellat és empès novament endavant pel ressort, i s'inicia un nou cicle de tret, expulsió, recàrrega i tret. Si l'operador manté pressionat el gallet, el cicle és continu i es produeix el tret continu o "ràfega".

- Forrellat amb percussor independent. Tenen el percussor al forrellat, però no és fix. Quan es dispara també es mou el forrellat enrere, però l'empenta del forrellat és per efecte d'una presa de gasos que es fa a la recambra. D'aquesta manera hi ha un major aprofitament dels gasos i una millor estabilitat que permet una millor precisió, així com parts de massa menor, cosa que produeix una arma més lleugera. El forrellat és empès igualment enrere i endavant per al cicle de tret, expulsió, recàrrega i tret, però per la forma de presa de gasos al canó s'obté una cadència de tir superior.

Les armes llargues usades pels franctiradors són els fusells ja descrits del tipus de forrellat manual, que només es mou per l'acció de l'operador, tals com al FN-30 belga, Màuser alemany, el Carcano italià i similars. Amb el forrellat manual s'obté gairebé el 100% d'aprofitament de gasos, com en el cas de la carrabina Neuhausen suïssa, de 12 estries i canó de tornejat cònic, que té el màxim aprofitament de l'energia dels gasos: 97,83%, cosa magnifica l'abast (fins a 2 km amb alça en el FN-30); i l'energia cinètica, al moment de l'impacte, com en el 600 Nitre Express, és de 1 800 lb per a caça major. En no tenir peces mòbils, la precisió és notable en gran distància, com en el cas del 222 Swif i el Carcano 6,5 usat en el magnicidi del president Kennedy dels EUA.

#### Història
El nord-americà Petersen creà un projecte en 1917 per desenvolupar un fusell semiautomàtic, que incloïa l'ús d'un calibre menor que el reglamentari nord-americà, el .30, per a millor control de l'arma en disparar. El seu projecte va ser rebutjat pels estats majors nord-americans, que no volien l'adopció de calibres menys potents al final de la Primera Guerra Mundial. En els anys anteriors a la Segona Guerra Mundial apareixen els primers fusells semiautomàtics. Les infanteries nord-americana i alemanya van ser les úniques a emprar des del principi de la Segona Guerra Mundial les úniques armes automàtiques de la contesa en grans quantitats: el subfusell Thompson calibre .45 (11,4 mm) i el subfusell MP-40 d'Alemanya. I també el M1 Garand, que s'utilitzaria després en la Guerra de Corea. A prop del final d'aquesta guerra, els soviètics van fabricar el SVT40 Tókarev i, en finalitzar aquesta, el SKS Símonov, utilitzat pels estats del bloc soviètic i en les guerrilles comunistes de tot el món fins a la dècada del 1960.

### Fusell automàtic: fusell d'assalt
Les armes automàtiques, que poden ser de forrellat obert o tancat (percussor fix o mòbil), són essencialment armes semiautomàtiques però amb selector de tret: una peça posa el forrellat en posició "flotant" o moviment lliure mentre l'operador manté el gallet o disparador pressionat, cosa que genera l'anomenada "ràfega".
El fusell d'assalt és actualment l'arma habitual de la infanteria i es caracteritza per tenir un mecanisme selector de foc que li permet disparar en manera semiautomàtica (per a major precisió en major distància) o disparar en manera automàtica (per a major nombre de bales en menor temps durant un combat en curta distància, amb el desavantatge de disminuir la punteria).
Es consideren "autèntics" fusells d'assalt aquells que usen un calibre de menor potència que els habituals en la Segona Guerra Mundial (és a dir, menors de l'actual 7,62 mm OTAN). Aquells que utilitzen calibres més potents no es consideren "autèntics" fusells d'assalt per la manca de control en foc automàtic. Els fusells amb calibre 7,62 × 51 mm OTAN com el FN FAL són considerats metralladores als EUA.
La distància efectiva de combat d'un fusell d'assalt és d'uns 200 m, i els 100 m es consideren la distància òptima.
Pel calibre 7,62 × 51 mm es defineixen les següents distàncies:
- Distància normal d'ús: 400 m. És aquella a què el tirador experimentat té una probabilitat d'1/3 de fer blanc, i és la utilitzada per a iniciar el combat entre infanteria.

- Abast màxim eficaç: 800 m. És aquella a què, si casualment es fa blanc, fins i tot no sent letal, provoca ferides que provoquen baixes, i determina zones de prohibició o interdicció, mitjançant l'ús de ràfegues, als moviments enemics.

- Abast màxim: 3.000 m. És la major distància que pot recórrer el projectil abans d'aturar-se tot sol sense atènyer cap blanc.

S'ha d'entendre que per a cada calibre i càrrega de projecció diferents, varien la distància normal d'ús, l'abast màxim eficaç i l'abast màxim; les referides aquí corresponen al calibre estandarditzat 7,62 mm OTAN.

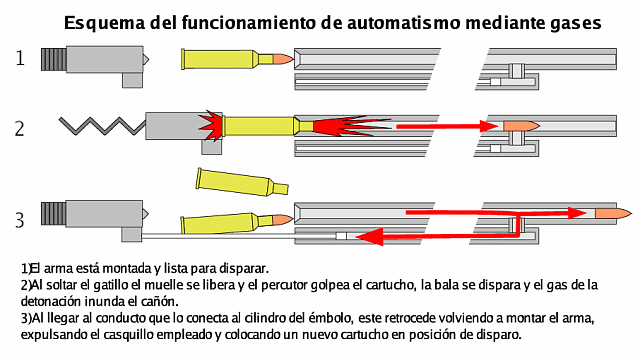
Funcionament de l'automatisme de gasos

#### Història
El primer fusell d'assalt creat va ser l'italià Cei-Rigotti en la dècada de 1890, que emprava el calibre 6,5 × 52 mm i funcionava amb un mecanisme de gasos de tret com els actuals, però mai no va entrar en servei militar.

##### Avtomat-Fiódorov
El primer fusell d'assalt que entrà en servei militar va ser l'Avtomat-Fiódorov (en rus) en 1916. Va ser creat per l'enginyer rus Fiódorov per a servir durant la Primera Guerra Mundial, i és considerat el millor fusell d'aquesta guerra.
El Fiódorov emmagatzemava 25 cartutxos en un carregador corbat extraïble. La seva culata era similar a la que tenien els fusells de l'època, però incorporava un pistolet situat davant del carregador per a facilitar el control del fusell durant el tret en manera automàtica. Utilitzava el calibre japonès 6,5 mm Arisaka, que havia estat adoptat per algunes unitats militars després de la Guerra Russojaponesa de 1904-1905.
Aquest fusell participà en la Revolució russa i fou adoptat en petites quantitats per l'Exèrcit Roig després de la revolució. Tanmateix, només se’n van fabricar unes 10.000 unitats, i fou retirat del servei per la seva impopularitat entre els militars, a causa de la seva fragilitat i menor potència de la seva munició comparada amb la cartutxeria reglamentària que s'emprava a l'URSS i a la resta d'Europa en les armes de forrellat.
El desenvolupament i l'aplicació del fusell d'assalt es va dur a terme a Alemanya abans de la Segona Guerra Mundial.

##### StG44

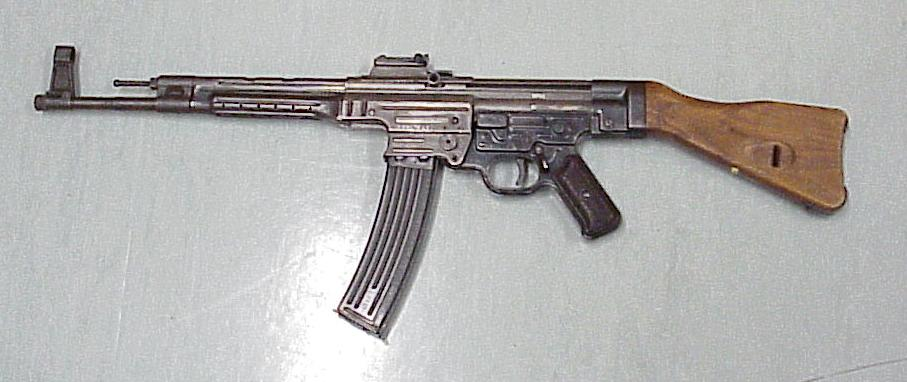
Sturmgewehr 44 (StG44)

El famós fusell d'assalt StG44 fou el primer a compartir les característiques i accessoris dels actuals. Va tenir diversos noms, però es refereixen a la mateixa arma..
Després de la Primera Guerra Mundial, el tractat de Versalles imposava moltes limitacions armamentístiques a Alemanya, entre les quals la prohibició de subfusells al seu minúscul exèrcit, la qual cosa obligà els responsables militars a procurar-se noves armes que estiguessin al marge d'aquestes limitacions.
Durant la dècada de 1920 i sobretot en la de 1930, a Alemanya es van investigar cartutxos de menor calibre que tindrien l'avantatge de proveir major munició a cada soldat.
Des de 1938 l'Estat Major de l'Exèrcit alemany va ordenar el desenvolupament d'un fusell amb les característiques d'un subfusell, i es va concedir un contracte a C. G. Haenel per a desenvolupar una carrabina metralladora (Maschinenkarabiner, en alemany, MKb) abreujat. L'encàrrec va recaure en el seu enginyer en cap, ni més ni menys que Hugo Schmeisser, creador dels subfusells alemanys MP.
La primera guerra llampec fou realitzada pels alemanys en 1939 per a conquerir Polònia. Uns militars i tècnics alemanys van fer investigacions posteriors, que van concloure en la necessitat de perfeccionar el fusell comú d'infanteria per a millorar aquest tipus de campanyes. El nou fusell hauria de ser:
- Més lleuger.
- Amb trets automàtics d'abast letal superior a 50 m
- Amb màxim abast letal fins a 400 m
- Amb capacitat de disparar de manera semiautomàtica i automàtica des d'una posició fixa o bellugant-se.
- I amb municions que, a més de menor calibre, fossin menys potents, perquè els trets automàtics fossin controlables.

En 1942 apareix el calibre 7,92 Kurz (curt), i Haenel es basà en aquest per a crear els seus primers MKb, denominats MKb42 H, mentre Walther creava altres dos MKb diferents anomenats MKb42 W. Entre els prototips de Walther i de Haenel hi havia notables diferències en el mecanisme de tret. L'alt comandament alemany verificà les bones prestacions dels MKb, però Adolf Hitler ordenà la clausura del projecte MKb justificant-se en raons logístiques i productives, alhora que ordenava que s'incrementés la producció dels subfusells MP (Maschinenpistole, en alemany).
Per tal de continuar el projecte, aquest fou rebatejat MP42 per fer creure a Hitler que es tractava d'un nou subfusell. El projecte de Haenel era el més viable i va ser sotmès a una sèrie de modificacions abans de fabricar-lo. El nou prototip es va dir MP43. Els MP43 foren provats en combat per primera vegada al front soviètic, prop de Cholm, a la fi de l'any 1942, amb resultats excel·lents. La primera comanda va ser lliurada a l'exèrcit alemany el 1943.
Després de rebre la primera comanda Hitler va ordenar una investigació per desobediència, però posteriorment la va cancel·lar, sorprès dels informes que confirmaven els avantatges del MP43 al camp de batalla, raó per la qual n'ordenà la producció massiva en detriment dels subfusells.
El 1944 la infanteria alemanya va adoptar el MP43 com a arma reglamentària, rebatejada MP44, i posteriorment per Hitler amb el nom de StG44 (Sturmgewehr 1944 alemany per a «fusell d'assalt». El nombre total d'unitats fabricades era d'unes 650.000 en finalitzar la Segona Guerra Mundial.
Els accessoris utilitzats per algunes unitats per al StG44 van anar de la mira telescòpica al silenciador, passant fins i tot per un sistema de visió infraroja per a combat nocturn. Una variant del MP43, anomenada MP43/1, va ser la primera que permetia col·locar diferents tipus de boques llançagranades.
FG42: Els alemanys també van desenvolupar un altre fusell d'assalt basat en el MP42: el FG 42, dissenyat per a protegir els paracaigudistes durant el descens i usat per primera vegada el 1942 en l'operació del Gran Sasso, durant el rescat de Mussolini.

#### AK-47
L'AK-47 (Avtomat Kalàixnikov 1947, en rus) és un fusell d'assalt creat per Mikhaïl T. Kalàixnikov el 1944, en plena ofensiva soviètica, mentre ell era sergent d'una unitat de tancs. El 1947 el va perfeccionar fins al model actual, i el 1949 l'URSS l'adoptà com a fusell reglamentari de les Forces Armades.
El ‘’Kalàixnikov’’, com es coneix col·loquialment, està fet d'acer i fusta, usa carregadors d'alumini i plàstic i té moltes qualitats en situacions de combat adverses: per exemple, s'ha comprovat que continua disparant encara que estigui rovellat, brut, aixafat per un camió o submergit sota l'aigua. Usa el projectil de 7,62 x 39 mm i el seu carregador estàndard és de 30 cartutxos.
N'existeixen moltes variants, com l'AKS, versió més curta, i l'AK-74.
És el primer fusell d'assalt que es va utilitzar àmpliament al món. L'usen exèrcits de cinquanta-cinc estats. És rendible i fiable, perquè és barat de fabricar, requereix un manteniment mínim i és poc freqüent que s'espatlli. Dispara 800 bales per minut, a una distància mitjana de 400 m, i té dos tipus de carregador: corbats, de 30 a 90 cartutxos; i de tambor, de 60 a 100 cartutxos. A penes té retrocés.

#### Fusells d'assalt posteriors a la Segona Guerra Mundial
Després de la Segona Guerra es van fer altres models de fusell d'assalt, basats en el StG44: FN FAL. No posseeixen les mateixes característiques avantatjoses de l'AK-47, necessiten un manteniment moderat i freqüent; si s'embruten amb terra o es mullen, no disparen. A més, aquests fusells són més cars de fabricar. L'avantatge d'aquests fusells occidentals és que tenen major precisió i abast. El G3 prové del perfeccionament del CETME.
Tots aquests fusells són potents, a causa de l'ús del calibre 7,62 x 51 mm, però són més difícils de controlar en manera automàtica que l'AK-47 (7,62 x 39 mm). Per això els britànics preferien usar-los en manera semiautomàtica.

#### M16

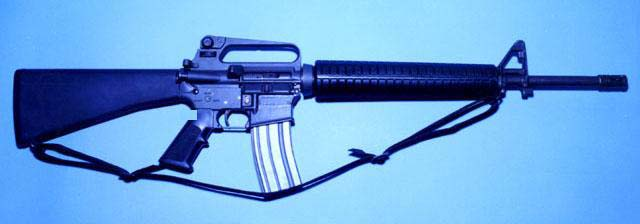
Fusell M16A2

El M16 és el primer que usa un calibre adequat per a un fusell d'assalt: el 5.56x45 mm, que malgrat ser menys potent que els de 7.62 x 51 mm OTAN, és més fàcil de controlar que aquests, i també és més perillós de prop.
A curta distància, el calibre 5,56 x 45 mm OTAN causa ferides internes en el cos humà difícilment guaribles. Pot penetrar cascos i armilles antibales en majors distàncies (fins als 200 m en models tipus OTAN), i, per les seves dimensions menors, un combatent pot portar més cartutxos. Un combatent amb cinc carregadors (quatre en els portacarregadors del corretjam i un a l'arma) de vint cartutxos de 7,62 x 51 mm carrega el mateix pes i en el mateix espai que un altre amb cinc carregadors de trenta cartutxos de 5,56 x 45 mm; això significa que el primer, amb el mateix espai i pes, disposa d'un 50% més de munició. A partir dels 200 m ja va perdent sensiblement letalitat i capacitat de perforació, encara que en teoria una bala perduda encara pot ser letal a més de 1000 m El cert és que, de mitjana, a més d'uns 200 sol provocar ferits, que logísticament és més perjudicial per a un exèrcit.
El M-16 era diferent d'altres models coetanis, pel seu disseny i major lleugeresa; estava fet de polímers, aliatges i alumini.
L'empresa Colt va vendre les primeres unitats a les Força Aèria en 1962, denominades AR-15, i posteriorment, aquell mateix any, a l'exèrcit nord-americà. El Pentàgon rebatejà el fusell com a M16.
Anteriorment es pensava que el M16 era una arma ineficaç, perquè en els primers mesos de la Guerra del Vietnam van morir molts soldats nord-americans a causa que el seu M16 deixava de disparar en ple combat i eren presa dels vietnamites.
La ineficàcia es devia al fet que els soldats no donaven manteniment adequat als seus fusells, perquè els havien fet creure que en necessitava el mínim, i moltes vegades cap, i el clima en va empitjorar el funcionament. També era ineficaç perquè utilitzava una versió inadequada del calibre 5.56 x 45 mm, que corroïa i obstruïa l'arma; tenia defectes (falta d'extractor de bales i carregador defectuós).
Es redissenyà el fusell i se'n corregiren les deficiències. A més, es van proveir les tropes amb equips de neteja apropiats. La nova versió del fusell s'anomenaria M-16 A 1.
Actualment s'usen diverses versions de M16: Els M16A2 i M4A1 (una versió més curta, amb un canó més curt de 15" en comptes de les 20" estàndard i culata telescòpica) i els M16A3 i M16A4, entre d'altres. El "A2" és una mica més robust que el "A1"M; el seu canó va ser dissenyat per a disparar la nova munició de 5,56 mm de l'OTAN (SS109), més precisa, amb què s'aconseguí una gran millora en l'abast. Les mires també han estat canviades per a aprofitar l'abast. Encara que el projecte original incloïa un canó pesant per a augmentar més encara la precisió, fou descartat per problemes en la compatibilització del fusell amb l'ancoratge del llançagranades; s'ha reservat per a les versions de franctirador. La culata és més ergonòmica. El "A2" va ser adoptat durant els anys vuitanta per l'exèrcit nord-americà. Els M16A3 I A4 són versions del "A2" especialment llestes per a admetre complements, com ara mires de visió nocturna i d'altres.

### Futures evolucions del fusell

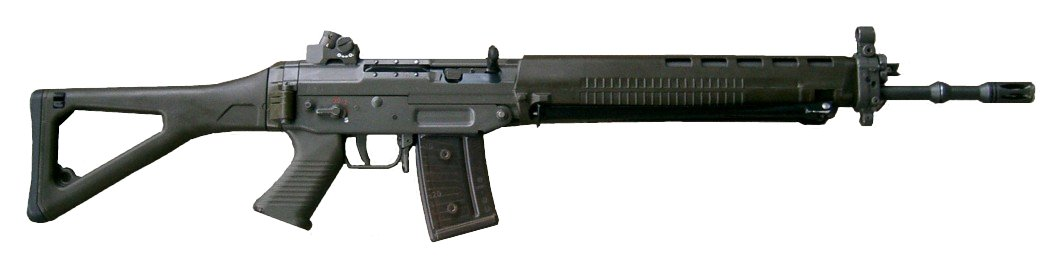
SIG 550

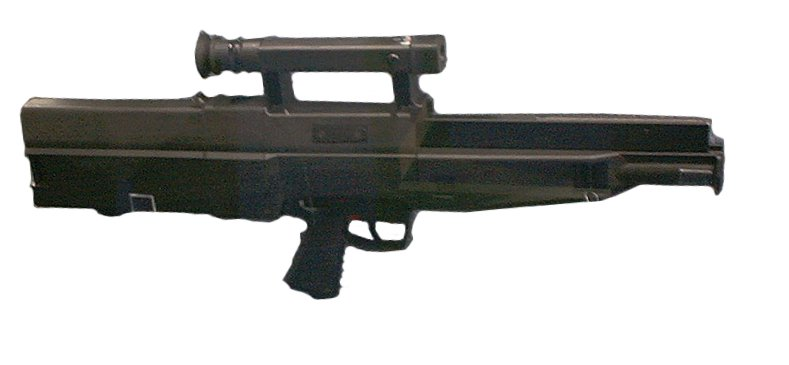
G11

Actualment la tendència és disminuir encara més el retrocés del calibre de les bales que usen els fusells de tret automàtic, sense perdre letalitat ni gaire potència. S'ha comprovat que la majoria dels combats té lloc a una distància inferior a 200 m, de manera que els cartutxos potents de gran calibre no són gaire eficients en aquestes distàncies curtes.
L'OTAN ha permès la substitució dels fusells de calibre 7,62 mm pels de 5,56 x 45 mm, amb la meitat de pes, cosa que permet al soldat transportar el doble de munició i disparar en opció de ràfega de manera més precisa; en tenir menys pólvora, perd potència a favor del tirador. La seva capacitat de penetració es manté en la distància operativa, encara que es perd estabilitat i precisió a més de 300 m.
Per a atacar blancs a més de 300 m s'empren fusells de franctirador de l'antic 7,62x51 mm. Últimament s'ha generalitzat que el franctirador estigui armat amb fusells de gran calibre, com el .50 (12,7 mm), la missió del qual és destruir amb bales antiblindatge vehicles blindats lleugers i instal·lacions enemigues, fins i tot a 1.000 m de distància.
També s'han generalitzat els fusells amb més peces fetes de polímers, que els proporcionen major lleugeresa, així com els fusells d'assalt amb col·limadors, generalment amb un grau d'ampliació d'1,5.